# Allen-Streifenhörnchen
Das Allen-Streifenhörnchen (Tamias senex, Syn.: Neotamias senex) ist eine Hörnchenart aus der Gattung der Streifenhörnchen (Tamias). Es kommt in den amerikanischen Bundesstaaten Oregon, Kalifornien und Nevada vor. Es handelt sich um ein mittelgroßes Streifenhörnchen, das wie andere Streifenhörnchen primär in Bäumen und Gebüschen lebt, wo es sich vor allem von verschiedenen Pflanzensamen und Früchten ernährt. Die Art wird einem Verwandtschaftskomplex um das Townsend-Streifenhörnchen (Tamias townsendii) zugeordnet und ist von anderen Arten dieses Komplexes äußerlich teilweise schwer zu unterscheiden. Wichtige Merkmale der Art sind die grauen Einwaschungen im Rückenfell und an anderen Körperpartien, die deutlichen hellen Augenringe und -streifen sowie die zum hinteren Rumpf verblassenden Rückenstreifen.
Die Art wird von der International Union for Conservation of Nature and Natural Resources (IUCN) als „nicht gefährdet“ eingestuft und die Bestände werden als stabil betrachtet.

## Merkmale
Das Allen-Streifenhörnchen erreicht eine durchschnittliche Kopf-Rumpf-Länge von etwa 14,2 bis 14,8 Zentimetern, die Schwanzlänge beträgt etwa 10,5 Zentimeter und das Gewicht etwa 80 bis 95 Gramm. Innerhalb der Gattung ist die Art vergleichsweise groß, allerdings variieren sowohl die Körpergröße wie auch die Fellfarbe innerhalb des Verbreitungsgebietes stark. Die Rückenfarbe ist Rot- bis Zimtbraun und wie bei anderen Arten der Gattung befinden sich auf dem Rücken mehrere dunkle Rückenstreifen, die durch hellere Streifen getrennt und gegenüber den Körperseiten abgegrenzt sind. Der Kopf, die Hüften, der hintere Rückenbereich und auch Teile des Schwanzes zeichnen sich durch eine graue Einwaschung aus. Der mittlere Rückenstreifen ist dunkel zimtbraun bis sepiafarben oder schwarz, beidseitig befinden sich jeweils undeutlichere dunkle Streifen, die durch weiße bis grau-weiße Streifen getrennt sind. Alle Streifen blassen aus, bevor sie den Rumpf erreichen. Der dünne Schwanz ist gräulich mit rot-orangefarbener Einwaschung, häufig ist er sandfarben gefrostet.
Die beiden weißen bis sandfarbenen Augenstreifen sind deutlich ausgebildet und durch eine ockerfarbene bis orange-braune Augenbinde getrennt, der deutlich ausgebildete Augenring ist ebenfalls sandbraun bis weiß. Ebenso ausgeprägt sind die hellen Flecke hinter den Ohren (Postaurikularflecke). Die Küstenpopulation der Unterart Tamias senex pacificus besitzen eine dunkel oliv-braune Grundfärbung und einen rosa-grauen Bauch. Die Inlandpopulationen der Nominatform Tamias senex pacificus sind heller olive-grau mit einer hellen grauen Einwaschung am Rücken, die Bauchseite ist cremeweiß.
Vom Langohr-Streifenhörnchen (Tamias quadrimaculatus) der Sierra Nevada unterscheidet es sich durch die etwas grauere Grundfärbung und die nicht so hellen Hinteraugenflecke. Ein wichtiges Merkmal zur Unterscheidung von anderen nahe verwandten Streifenhörnchen wie dem Gelbwangen-Streifenhörnchen (Tamias ochrogenys) und dem Siskiyou-Streifenhörnchen (Tamias siskiyou) sind die Form des Penisknochens (Baculum) und des Klitorisknochens (Baubellum) sowie genetische Merkmale. Im Fall des Siskiyou-Streifenhörnchen sind die Inlandformen in ihrem Aussehen zueinander ähnlicher als die jeweilige Inlandform und die Küstenform.

### Merkmale des Schädels
| 1 | · | 0 | · | 2 | · | 3 | = 22 |
| 1 | · | 0 | · | 1 | · | 3 | = 22 |

Die Tiere besitzen wie alle der Untergattung Neotamias zugeordneten Arten im Oberkiefer und im Unterkiefer pro Hälfte einen zu einem Nagezahn ausgebildeten Schneidezahn (Incisivus), dem eine Zahnlücke (Diastema) folgt. Hierauf folgen im Oberkiefer je zwei Prämolaren und im Unterkiefer je ein Prämolar sowie drei Molaren. Insgesamt verfügen die Tiere damit über ein Gebiss aus 22 Zähnen.

### Genetische Merkmale
Das Genom des Sonoma-Streifenhörnchens besteht wie das anderer Streifenhörnchen aus 38 Chromosomen (2n=38). Dabei handelt es sich um fünf Paare metazentrischer, sechs Paare submetazentrischer und sieben Paare akrozentrischer Autosomen. Das X-Chromosom ist submetazentrisch, das Y-Chromosom akrozentrisch. Innerhalb der Gattung wird es dem Typ-B-Karyotyp zugeordnet.

## Verbreitung

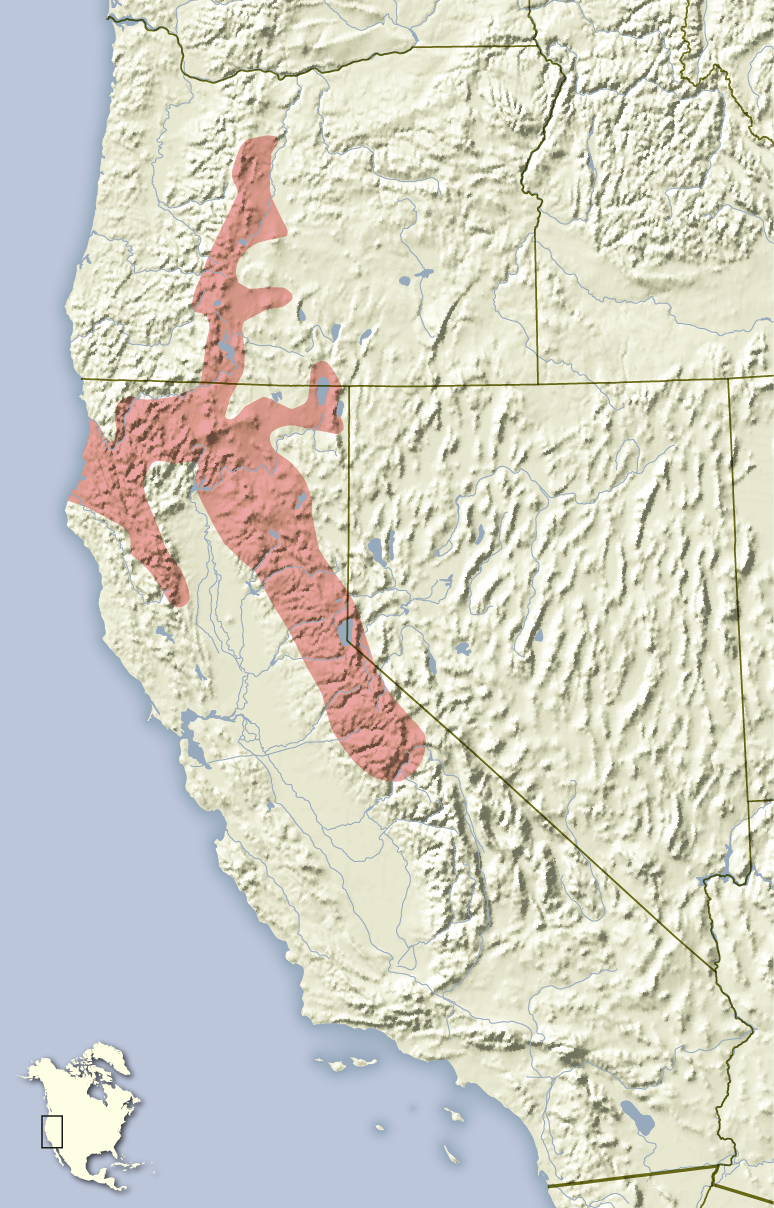
Verbreitungsgebiet des Allen-Streifenhörnchens

Das Allen-Streifenhörnchen kommt vom zentralen Oregon nach Süden bis in die kalifornische Sierra Nevada und vom nordwestlichen Bereich von Nevada bis zum Yosemite-Nationalpark in Kalifornien vor.

## Lebensweise
Allen-Streifenhörnchen leben vor allem in unterholz- und buschreichen Habitaten der Primärwälder in höheren Lagen des Verbreitungsgebietes, wobei sie empfindlich auf Holzeinschlag und andere Störungen reagieren. Von anderen Arten der Streifenhörnchen sind sie damit ökologisch isoliert. In den Nadelwäldern und im Chaparral der Sierra Nevada kommen sie häufig in Höhen von 1200 bis 1800 Metern vor.
Die Art ist tagaktiv und lebt primär bodenlebend oder kletternd in Bäumen und Gebüschen. Die Tiere ernähren sich vor allem herbivor, wobei vor allem unterirdische Pilze einen großen Teil der Nahrung ausmachen. Hinzu kommen Samen, Früchte und andere Pflanzenteile sowie Insekten als ergänzende Nahrung. Die Überwinterung erfolgt vom November bis März, die Nester der Tiere befinden sich vor allem in Bäumen. Das Territorium der Tiere umfasst durchschnittlich weniger als 3,5 ha, die Größe ist abhängig von der Nahrungsverfügbarkeit. Die Kommunikation erfolgt über verschiedene „chip“-Laute, die in der Frequenz zwischen denen anderer Tamias-Arten wie dem Siskiyou-Streifenhörnchen (Tamias siskiyou) und dem Gelbwangen-Streifenhörnchen (Tamias ochrogenys) liegen und aus drei bis fünf Silben pro „chip“ bestehen.
Die Paarungszeit liegt bei dieser Art im März bis April. Der Wurf besteht durchschnittlich aus drei bis fünf Jungtieren. Die Entwöhnung erfolgt in der Regel zum Ende Juni. Im größten Teil des Verbreitungsgebietes kommt die Art sympatrisch mit anderen Streifenhörnchen wie dem Gebirgsstreifenhörnchen (Tamias alpinus), dem Gelben Fichtenstreifenhörnchen (Tamias amoenus), Felsenstreifenhörnchen (Tamias dorsalis), dem Merriam-Streifenhörnchen (Tamias merriami), dem Langohr-Streifenhörnchen (Tamias quadrimaculatus), dem Sonoma-Streifenhörnchen (Tamias sonomae), dem Lodgepole-Streifenhörnchen (Tamias speciosus) und dem Uinta-Streifenhörnchen (Tamias umbrinus) vor.
Prädatoren sind nicht dokumentiert, als Parasiten sind vier Arten von Flöhen bekannt, von denen vor allem Monopsyllus ciliatus und Monopsyllus eumolpi häufiger vorkommen.

## Systematik
Das Allen-Streifenhörnchen wird als eigenständige Art innerhalb der Gattung der Streifenhörnchen (Tamias) eingeordnet, die aus 25 Arten besteht. Die wissenschaftliche Erstbeschreibung stammt von dem amerikanischen Naturforscher Joel Asaph Allen aus dem Jahr 1890, der es anhand von Individuen vom Gipfel des Donner Pass im Placer County, Kalifornien, sowie einem Individuum aus Oregon nördlich von Fort Klamath beschrieb. Das Typusexemplar stammte dabei aus der Sammlung von Clinton Hart Merriam und wurde von C.A. Allen gesammelt, auf den sich auch der Trivialname bezieht. Daniel Giraud Elliot ordnete das Streifenhörnchen 1901 mit zahlreichen weiteren Formen dem Townsend-Streifenhörnchen (Tamias townsendii) als Unterart Tamias townsendiisenex zu und es wurde entsprechend bis in die 1970er Jahre dort eingeordnet, bis es durch Dallas A. Sutton und Charles F. Nadler aufgrund verschiedener Merkmale der Schädelmorphologie und der Genitalknochen als Eutamias senex wieder in den Artrang erhoben wurde.
Innerhalb der Streifenhörnchen wird das Allen-Streifenhörnchen gemeinsam mit den meisten anderen Arten der Untergattung Neotamias zugeordnet, die auch als eigenständige Gattung diskutiert wird. Es wird gemeinsam mit einigen weiteren Arten einer als townsendii-Gruppe bezeichneten Artengruppe um das Townsend-Streifenhörnchen zugeordnet. Innerhalb dieser Verwandtschaftsgruppe gibt es verschiedene Verwandtschaftshypothesen. Auf der Basis molekularbiologischer Daten werden das Allen-Streifenhörnchen als Schwesterart des Sonoma-Streifenhörnchens (Tamias sonomae) und beide gemeinsam als Schwestergruppe des Townsend-Streifenhörnchens betrachtet. Alternativ wird das Sonoma-Streifenhörnchen als Schwesterart einer Verwandtschaftsgruppe aus Townsend-Streifenhörnchen, Allen-Streifenhörnchen und Siskiyou-Streifenhörnchen (Tamias siskiyou) angesehen. Teilweise wurde das Allan-Streifenhörnchen auch zusammen mit dem Siskiyou-Streifenhörnchen und dem Gelbwangen-Streifenhörnchen (Tamias ochrogenys) aufgrund spezifischer Merkmale der Genitalmorphologie aus der townsendii-Gruppe ausgegliedert, allerdings ist diese Position aktuell nicht anerkannt und anhand verschiedener weiterer Merkmale wurde die verwandtschaftliche Nähe zum Townsend-Streifenhörnchen erneut bestätigt, darunter etwa durch die Struktur des Oberschenkelknochens.

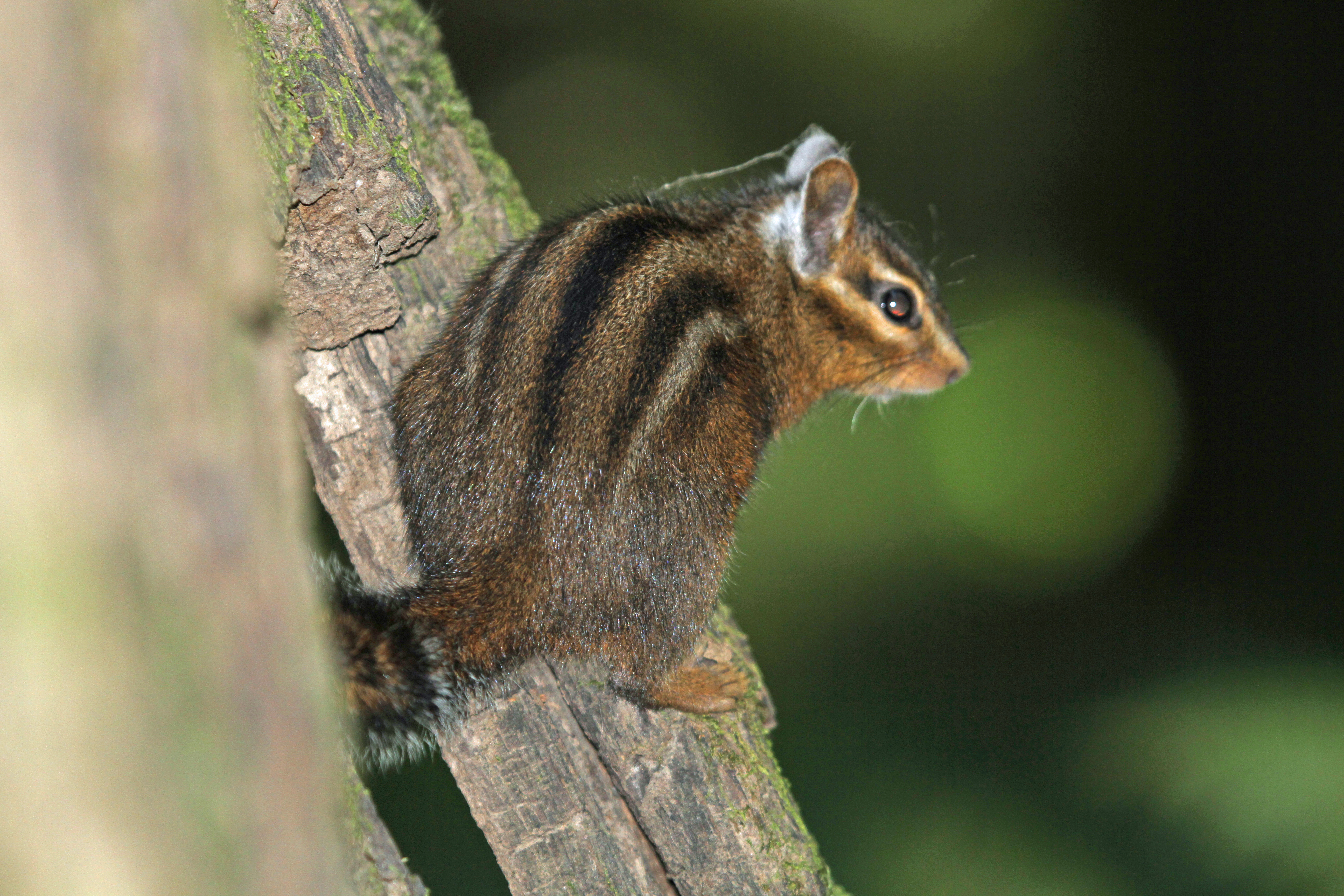
Allen-Streifenhörnchen

Innerhalb der Art werden gemeinsam mit der Nominatform zwei Unterarten unterschieden:
- Tamias senex senex J.A. Allen, 1890: Nominatform; kommt in der gesamten Inlandsregion des Verbreitungsgebiets östlich der Küstenmammutbaumwälder in der Kaskadenkette, der Sierra Nevada und anderen Höhenzügen vor. Die Unterart ist ockerfarben mit grauen Einwaschungen und sie ist etwas größer als die Küstenform Tamias senex pacifica.[1]
- Tamias senex pacificus Sutton & Patterson 2000:[3] lebt in einem schmalen Küstenstreifen des Verbreitungsgebietes im Bereich der Küstenmammutbaumwälder bis etwa 32 km in das Inland hinein. Die Form entspricht in ihrer dunkel oliv-braunen Färbung dem Gelbwangen-Streifenhörnchen (Tamias ochrogenys).[1] Die Unterart wurde als Abgrenzung der Küstenform von der Nominatform im Inland aufgrund deutlicher morphologischer Unterschiede beschrieben und etabliert. Die ursprüngliche und verbreitete Namensform pacifica[3] wurde aufgrund des grammatikalischen Geschlechts in pacificus geändert.[2]

## Status, Bedrohung und Schutz
Das Allen-Streifenhörnchen wird von der International Union for Conservation of Nature and Natural Resources (IUCN) als „nicht gefährdet“ (Least Concern, LC) eingestuft. Begründet wird dies durch das relativ große Verbreitungsgebiet und das regelmäßige Vorkommen; bestandsgefährdende Risiken sind nicht bekannt.

## Belege
1. 1 2 3 4 5 6 7 8 9 10 11 12  
Richard W. Thorington Jr., John L. Koprowski, Michael A. Steele: Squirrels of the World. Johns Hopkins University Press, Baltimore MD 2012, ISBN 978-1-4214-0469-1, S. 336–337.
2. 1 2 3 4 5 6  
J. L. Koprowski, E. A. Goldstein, K. R. Bennett, C. Pereira Mendes: Shadow Chipmunk. In: Don E. Wilson, T. E. Lacher, Jr., Russell A. Mittermeier (Hrsg.): Handbook of the Mammals of the World. Band 6: Lagomorphs and Rodents 1. Lynx Edicions, Barcelona 2016, ISBN 978-84-941892-3-4, S. 789–790.
3. 1 2 3 4  
Dallas A. Sutton, Bruce D. Patterson: Geographic Variation of the Western Chipmunks Tamias Senex and T. Siskiyou, with Two New Subspecies from California. In: Journal of Mammalogy. Band 81, Nr. 2, Mai 2000, S. 299–316, doi:10.1644/1545-1542(2000)081<0299:GVOTWC>2.0.CO;2.
4. 1 2  
Neotamias senex in der Roten Liste gefährdeter Arten der IUCN 2015.4. Eingestellt von: A.V. Linzey, NatureServe (G. Hammerson), 2008. Abgerufen am 26. Juni 2016.
5. 1 2  Antoinette J. Piaggio, Greg S. Spicer: Molecular Phylogeny of the Chipmunk Genus Tamias Based on the Mitochondrial Cytochrome Oxidase Subunit II Gene. In: Journal of Mammalian Evolution. Band 7, Nr. 3, September 2000, S. 147–166, doi:10.1023/A:1009484302799(Volltext (Memento vom 23. Oktober 2020 im Internet Archive)).
6. 1 2  
Antoinette J. Piaggio, Greg S. Spicer: Molecular Phylogeny of the Chipmunks Inferred from Mitochondrial Cytochrome b and Cytochrome Oxidase II Gene Sequences. In: Molecular Phylogenetics and Evolution. Band 20, Nr. 3, September 2001, S. 335–350, doi:10.1006/mpev.2001.097.
7. 1 2  
Tamias (Neotamias) senex. In: Don E. Wilson, DeeAnn M. Reeder (Hrsg.): Mammal Species of the World. A taxonomic and geographic Reference. 2 Bände. 3. Auflage. Johns Hopkins University Press, Baltimore MD 2005, ISBN 0-8018-8221-4.
8. 1 2  
Joel Asaph Allen: A review of some of the North American ground squirrels of the genus Tamias. In: Bulletin of the American Museum of Natural History. Band 3, 1890, S. 45–116. (Volltext, Beschreibung der Art auf S. 83–84).
9. ↑  
William L. Gannon, Richard B. Forbes: Tamias senex. (= Mammalian Species. Nr. 502), 1995, S. 1–6, doi:10.2307/3504301.
10. ↑  
Daniel Giraud Elliot: A synopsis of the mammals of North America and the adjacent seas. In: Publication of the Field Columbian Museum, Zoological series. Band 2, Nr. 1, 1901, S. 72. (Digitalisat).
11. ↑  
Dallas A. Sutton, Charles F. Nadler: Systematic Revision of Three Townsend Chipmunks (Eutamias townsendii). In: The Southwestern Naturalist. Band 19, Nr. 2, Juli 1974, S. 199–211, doi:10.2307/3670280.
12. ↑  
Bruce D. Patterson, Ryan W. Norris: Towards a uniform nomenclature for ground squirrels: the status of the Holarctic chipmunks. In: Mammalia. Band 80, Nr. 3, Mai 2016, S. 241–251, doi:10.1515/mammalia-2015-0004.
13. ↑  
Noah Reid, John R. Demboski, Jack Sullivan: Phylogeny Estimation of the Radiation of Western North American Chipmunks (Tamias) in the Face of Introgression Using Reproductive Protein Genes. In: Systematic Biology. Band 61, Nr. 1, 2012, S. 44–62, doi:10.1093/sysbio/syr094, PMC 3243737 (freier Volltext).
14. ↑  
Adrian Scheidt, Jan Wölfer, John A. Nyakatura: The evolution of femoral cross-sectional properties in sciuromorph rodents: Influence of body mass and locomotor ecology. In: Journal of Morphology. Juni 2019, S. 1–14, doi:10.1002/jmor.21007.